# Jarvis Vaai
Jarvis Vaai, né le 20 avril 2003 à Apia aux Samoa, est un footballeur international samoan. Il joue au poste d'attaquant aux Nelson Suburbs.

## Biographie

### Jeunesse et formation
Jarvis Vaai commence à s'intéresser au football à l'âge de sept ans, lorsque son père Alastise devient arbitre à la Fédération des Samoa de football et qu'il l'accompagnait aux matchs. Il participe à plusieurs projets de football aux Samoa, notamment Fun Football, où il est choisi pour jouer dans un spot publicitaire promouvant les différents programmes gérés par la fédération.
Ayant joué pour le Kiwi FC en équipe de jeunes, il fréquente la Hastings Boys High School à Hastings, en Nouvelle-Zélande, grâce à une bourse d'études obtenue dans le cadre d'un accord avec la fédération samoane.
Il joue à la fois pour le club samoan de Lupe o le Soaga et le club néo-zélandais Havelock North lors de la saison 2020,. En janvier 2022, il est invité à rejoindre un centre de football au Pérou lié au club professionnel brésilien de Fluminense.

### En club
En 2020, il fait partie l'équipe de Lupe o le Soaga pour la Ligue des champions de l'OFC 2020.
En 2024, il retourne en Nouvelle-Zélande et rejoint les Nelson Suburbs. Il fait ses débuts pour ce club le 14 juillet 2024 contre Selwyn United. Remplaçant, il entre au jeu à la 65e minute de jeu à la place de Henry Aitken. Les deux équipes se neutralisent sur un impressionnant score de 4-4.

### En équipe nationale
Il fait ses débuts avec les moins de 16 ans des Samoa lors du Championnat d'Océanie des moins de 16 ans 2018. Il y inscrit cinq buts lors du tour de qualification avant d'en ajouter deux autres pendant la compétition.
Il  est appelé avec les Samoa avant les Jeux du Pacifique de 2019, faisant ses débuts à l'âge de seize ans lors d'une victoire 2-0 contre les Tonga.
En juin 2024, il figure dans la liste des 23 joueurs samoans retenus par Ryan Stewart pour participer à la Coupe d'Océanie 2024,,. Plus tard dans la même année, il inscrit son premier but en sélection lors des éliminatoires pour la Coupe du monde 2026, le second lors d'une victoire 2-0 contre les Samoa américaines.